# HD 112028
HD 112028 är en ensam stjärna i den norra delen av stjärnbilden Giraffen. Den har en skenbar magnitud av ca 5,28 och är svagt synlig för blotta ögat där ljusföroreningar ej förekommer. Baserat på parallaxmätning inom Hipparcosuppdraget på ca 5,6 mas, beräknas den befinna sig på ett avstånd på ca 600 ljusår (ca 180 parsek) från solen. Den rör sig bort från solen med en heliocentrisk radialhastighet på ca 2 km/s.

## Egenskaper
HD 112028 är en vit till blå ljusstark jättestjärna i huvudserien av spektralklass A0 IIsp, som har spektrala särdrag som har tolkats som ett skal, och även relativt svaga magnesium- och kisellinjer i dess spektrum. Dess tilldelade spektralklass har varierat mellan B9 och A2, och dess luminositetsklass mellan en underjätte och en ljus jätte. Den har en radie som är ca 5,6 solradier och har ca 174 gånger solens utstrålning av energi från dess fotosfär vid en effektiv temperatur av ca 9 400 K.
Med en vinkelseparation av 21,47 bågsekunder ligger den något svagare spektroskopiska dubbelstjärnan HD 112014, som består av ett par huvudseriestjärnor av spektraltyp A. HD 112028 och HD 112014 tillsammans är kända som dubbelstjärnan Struve 1694.